# Pimenteira
Pimenteira (Pimenteiras), izumrlo pleme američkih Indijanaca koje je u kolonijalno doba obitavalo uz lagunu Pimenteiras u brazilskim državama Piauí i Pernambuco. Pimenteiras su doživjeli sudbinu sličnu plemenima Cariris, Icós, Sucurus, Carabaças i Coremas, nastanjenih po državama Pernambuco, Bahia, Paraíba, Ceará i Piauí koja su izmasakrirana od strane brazilskih bandeirantesa, u čemu se u 17 st. osobito istakao Domingos Jorge Velho
Jezično se klasificiraju u Veliku porodicu Macro-Cariban, i južnoj grani karipske porodice. 

## Vanjske poveznice
- Brasil de Fato, Pimenteira: resistência indígena no Piauí  Arhivirana inačica izvorne stranice od 20. prosinca 2016. (Wayback Machine)